# Christian Cannabich
Johann Christian Innocenz Bonaventura Cannabich (ook: Canabich) (Mannheim, gedoopt 28 december 1731 – Frankfurt am Main, 20 januari 1798) was een Duits componist, dirigent en violist. Hij behoort tot de belangrijkste leden van de Mannheimer Schule en kan met zijn leraar en voorganger als chef-dirigent van de Mannheimer Hofkapelle Johann Stamitz als wegbereider van de Wiener Klassik (Weens classicisme) beschouwd worden.

## Levensloop

### Jeugd en opleiding
Christian was de zoon van de componist en fluitist Martin Friedrich Cannabich (ca. 1700-1773). Als opvallend getalenteerd compositie- en vioolleerling van Johann Stamitz werd Cannabich al op 13-jarige leeftijd in de Mannheimer Hofkapelle opgenomen. Al spoedig werd hij een bekend virtuoos. De keurvorst van de Palts, Karel Theodoor van Beieren, stelde hem in staat van 1750 tot 1753 in Italië te studeren, waar hij met Niccolò Jommelli en Giovanni Battista Sammartini werkte. In 1758 werd hij concertmeester en na het overlijden van Stamitz werd hij dirigent van het toen bekendste orkest in Duitsland. De zonen van Johann Stamitz, Carl Stamitz en Anton Stamitz werden zijn leerlingen.

### Emancipatie van de blaasinstrumenten
Zijn verdienste in de muziekgeschiedenis is de "ontdekking" en de belangrijke rol van de zelfstandige groepen en combinaties van blazers in de orkestrering van zijn vele symfonieën, balletmuziek en opera's. In vriendschap met Cannabich wist Wolfgang Amadeus Mozart deze verbeteringen meesterlijk te cultiveren.

### Huwelijk en uitbreiding van de bekendheid
In 1759 huwde hij Marie Elisabeth de la Motte, die gewerkt had bij de hertogin van Zweibrücken. Met hulp van de contacten van de hertog van Zweibrücken werden de werken van Cannabich in 1764 te Parijs op het podium gebracht en gedurende deze tijd woonde hij in het paleis van de hertog. Bij zijn tweede reis naar Parijs in 1766 kreeg hij de mogelijkheid, zes symfonieën en zes trio's te publiceren. De meeste werken werden in Parijs gepubliceerd. Tijdens een later bezoek aan de Franse hoofdstad speelde hij als solist bij het «Concert Spirituel».

### Aan het hof te München
Nadat de keurvorst van de Palts tot hertog Karel Theodoor van Beieren benoemd werd en zijn ambt vanuit München vervulde, kreeg Cannabich ook de leiding van de instrumentale muziek in München toebedeeld. Mozart woonde in München een tijd bij Cannabich in, gaf diens dochter Rosa pianoles en droeg zijn Sonate KV 309 aan haar op. Mozart schreef over Cannabich: Ehrlicher, braver Mann en bester Direktor. Na 1790 werd zijn salaris tot rond 30% verminderd, daarom maakte hij meerdere concertreizen voor de verbetering van zijn inkomsten.
Als componist schreef Cannabich circa twintig balletten en zeventig symfonieën, verder twee 'symfonies concertantes', vier vioolconcerti, en zeven concerti voor orgel en andere instrumenten.
Cannabich was lid van de Illuminatenorden, een geheime bond, waar hij de naam Pheredor droeg.

## Composities (selectie)

### Werken voor orkest
- 1778-1779 1. Sinfonia in Es majeur
- Concert D majeur, voor fluit en orkest
- Concert C majeur, voor fluit, hobo, fagot en orkest
- Overture to Il fanatico per gli antichi romani, voor 2 hobo's, 2 trompetten, 2 violen, altviool, cello en contrabas
- Sinfonia concertante in C majeur
- Sinfonia concertante in F majeur
- Sinfonia Bes majeur
- Sinfonie Nr. 22 in C majeur
  1. Allegro moderato
  2. Andante con brio
  3. Un poco presto
- Sinfonie Nr. 47 in G majeur, voor 2 fluiten, 2 hoorns, 2 violen, altviool, cello en contrabas, op. 10, No. 2
  1. Allegro con spirito
  2. Andante
  3. Presto
- Sinfonie Nr. 48 in Bes majeur, voor 2 hobo's, 2 hoorns, 2 violen, altviool, cello en contrabas, op. 10, No. 3
  1. Allegro non troppo
  2. Andante
  3. Tempo di Menuetto
- Sinfonie Nr. 49 in F majeur, voor 2 hobo's, 2 hoorns, 2 violen, altviool, cello en contrabas, op. 10, No. 4
  1. Allegro spiritoso
  2. Andante
  3. Presto ma non troppo
- Sinfonie Nr. 50 in d mineur, voor 2 fluiten, 2 hoorns, 2 violen, altviool, cello en contrabas, op. 10, No. 5
  1. Allegro non tanto
  2. Andante con brio
  3. Presto
- Sinfonie Nr. 51 in D majeur, voor 2 hobo's, 2 hoorns, 2 violen, altviool, cello en contrabas, op. 10, No. 1
  1. Allegro
  2. Andante
  3. Presto non tanto
- Sinfonie Nr. 52 in E majeur, voor 2 fluiten, 2 hoorns, 2 violen, altviool, cello en contrabas, op. 10, No. 6
  1. Allegro
  2. Andante
  3. Allegro non tanto
- Sinfonie Nr. 57 in Es majeur
  1. Allegro
  2. Andante
  3. Allegro
- Sinfonie Nr. 59 in D majeur
  1. Allegro
  2. Andante
  3. Presto
- Sinfonie Nr. 63 in D majeur
  1. Grave: Allegro
  2. Andante moderato
  3. Presto
- Sinfonie Nr. 64 in F majeur
  1. Allegro
  2. Andante
  3. Allegro molto
- Sinfonie Nr. 67 in G majeur
  1. Allegro
  2. Andante con moto
  3. Presto
- Sinfonie Nr. 68 in Bes majeur
  1. Allegro
  2. Andante moderato assai
  3. Allegro vivace
- Sinfonie Nr. 72 in Bes majeur

### Muziektheater

#### Opera's
| Voltooid in | titel      | aktes   | première                       | libretto                   |
| ----------- | ---------- | ------- | ------------------------------ | -------------------------- |
| 1778        | Azakia     | 3 aktes | 1778, Mannheim, Schlosstheater | Christian Friedrich Schwan |
| 1788        | Le croisée |         | 1788, Parijs                   |                            |

#### Operettes
| Voltooid in | titel    | aktes  | première                                   | libretto                        |
| ----------- | -------- | ------ | ------------------------------------------ | ------------------------------- |
| 1780        | Elektra  | 1 akte | 4 september 1780, Mannheim, Schlosstheater | Baron Carl Theodor von Dahlberg |
|             | Angelika |        |                                            |                                 |

#### Balletten
| Voltooid in | titel | aktes       | première                       | libretto                    | choreografie |
| ----------- | --- | ----------- | ------------------------------ | --------------------------- | ------------ |
| 1758        | Ulisse, roi d'Ithaque | 1 akte      | 1758, Mannheim, Schlosstheater | François André Bouqueton    |              |
| 1762-1763   | Ceyx et Aleyone | 1 akte      | 1762, Mannheim, Schlosstheater | François André Bouqueton    |              |
| 1768        | Acis et Galathée |             | 1768, Kassel, Hoftheater       | Étienne Lauchery            |              |
| 1768        | Roland furieux, ou Angélique et Médoe |             | 1768, Mannheim, Schlosstheater | Étienne Lauchery            |              |
| 1768-1769   | Rénaud et Armide | 1 akte      | 1768, Mannheim, Schlosstheater | François André Bouqueton    |              |
| 1769        | Les rendez-vous, ballet de chasse |             | 1769, Mannheim, Schlosstheater | François André Bouqueton    |              |
| 1772        | Les Mariages Samnistes |             | 1772, Mannheim, Schlosstheater | Étienne Lauchery            |              |
| 1772        | Médée et Jason | 2 bedrijven | 1772, Mannheim, Schlosstheater | Étienne Lauchery, naar Odin |              |
| 1772-1773   | La foire de village hessoise |             | 1772, Schwetzingen             | Étienne Lauchery            |              |
| 1774        | Achille, reconnu par Ulisse, dans l'isle de Sycos                                                                                        |             | 1774, Mannheim, Schlosstheater |                             |              |
| 1774        | La fête marine ou La recontre imprévue                                                                                                   |             | 1774, Mannheim, Schlosstheater | Étienne Lauchery            |              |
| 1774        | Les amans protegés par l'amour |             | 1774, Mannheim, Schlosstheater |                             |              |
| 1775        | L'amour vainqueur des Amazones |             | 1775, Mannheim, Schlosstheater | Étienne Lauchery            |              |
| 1775        | L'embarquement pour Cythère ou Le triomphe de Vénus                                                                                      |             | 1775, Mannheim, Schlosstheater | Étienne Lauchery            |              |
| 1775-1776   | Orphée dans l'isle Sirênes |             | 1776, Mannheim, Schlosstheater | Étienne Lauchery            |              |
| 1776        | Les incidents favorables à l'amour ou Le double mariage                                                                                  |             | 1776, Mannheim, Schlosstheater | Étienne Lauchery            |              |
| 1776        | Palmerin d'Olive | 5 aktes     | 1776, Mannheim, Schlosstheater | Étienne Lauchery            |              |
| 1777        | Les amour de Cortes et Thelaire |             | 1777, Mannheim, Schlosstheater | Étienne Lauchery            |              |
| 1778        | La déscente d'Hercule aux enfers |             | 1778, Mannheim, Schlosstheater | Étienne Lauchery            |              |
| 1781        | Les meuniers provençaux mogelijk is een reviseerde versie van het ballet: Les rendez-vous des meuniers provençaux op muziek van Schöffer |             | 1781, Kassel, Hoftheater       | Étienne Lauchery            |              |
| 1794        | Cortey et Thelayre |             | 1794, Berlijn                  |                             |              |
|             | Les Fêtes du serailles |             | Mannheim, Schlosstheater       | Étienne Lauchery            |              |

### Kamermuziek
- 1768 Fluitkwintetten, op. 7, 1 - 6 waaronder:
  1. Kwintet in e mineur - voor twee dwarsfluiten, viool, altviool, cello en klavecimbel
  2. Kwintet in G majeur - voor twee dwarsfluiten, viool, altviool en cello
  3. Kwintet in D majeur - voor dwarsfluit, viool, altviool, twee celli en hamerklavier
  4. Kwintet in G majeur - voor twee dwarsfluiten, viool, altviool en cello
- Kwintet F majeur, voor twee fluiten (of: fluit en hobo), viool, altviool en cello
- Kwartet Bes majeur, voor hobo, viool, altviool en cello
- Strijkkwartet in e mineur, op. 5 no. 2
- Twaalf duetten, voor viool en altviool
- Zes duetten, voor dwarsfluit en viool